# Комунистически младежки съюз (САЩ)
Комунистически младежки съюз (на английски: Young Communist League USA) е младежката организация на Комунистическата партия на САЩ.
Целта ѝ е развитието на своите членове в комунисти, чрез изучаване на марксизма-ленинизма и чрез активно участие в борбите на американската работническа класа. КМС признава комунистическата партия като партия за социализъм в САЩ и функционира като младежка организация на партията. Въпреки че имената на организацията се променят няколко пъти през времето на своето съществуване, корените ѝ водят началото си от 1920 г., малко след създаването на първите комунистически партии в Америка.
Въпреки независимостта на организацията през последните си години, тя е под прекия контрол на КП на САЩ. След ответната реакция от страна на членовете относно нейното изваждане от изборите и идеологическите промени, членството в нея се срива. На 14 ноември 2015 г., Националният комитет на КП на САЩ гласува да прекрати финансирането на комунистическия младежки съюз. Въпреки това, отделни области продължават марксистко-ленинската традиция на подкрепа на местните младежки части, включително Ню Йорк, Охайо и Кънектикът.